# Štih
Štih je priimek več znanih Slovencev:
- Bojan Štih (1923—1986), pisatelj, esejist, publicist, urednik, gledališčnik
- Ejti Štih (*1957), slikarka (v Boliviji)
- Melita Vovk Štih (1928—2020), slikarka, ilustratorka
- Peter Štih (*1960), zgodovinar, univ. profesor, akademik, predsednik SAZU
- Sašo Štih, filmski snemalec